# Ернесто Теодоро Монета
Ернесто Теодоро Монета (на италиански: Ernesto Teodoro Moneta) е италиански публицист и политик, основател и председател на Ломбардската мирна лига. Удостоен е с Нобелова награда за мир за 1907 г. заедно с Луи Рено.

## Произход и образование (1833 – 1848)
Роден е на 20 септември 1833 г. в Милано, Италия, като 3-тото от 11-те деца в аристократичното семейство на Карло Аурелио Монета и Джузепина Муцио. Учи в лицеите „Ди Брера“ и „Парини“ в Милано, намиращ се от 1713 г. под австрийско господство.

## В Пиемонт (1848 – 1866)
През 1848 г., заедно с баща си и братята си, Монета участва в неуспешно въстание срещу Австрия, а след потушаването му, страхувайки се за живота си, бяга в независимото Сардинско кралство. Тук постъпва във военната академия и се присъединява към тайна организация, поддържаща контакти с италианските националисти в Милано.
Със започналата през 1859 г. война на Пиемонт срещу Австрия Монета и четиримата му братя постъпват в армията на Джузепе Гарибалди и участват в сражението при Волтурно и Калабрия и скоро предлагат на Монета да служи в щаба. След поражението на Италия при Кустоца (1866 г.), разочарован от безпорядъка в армията, той подава оставка и се заема с журналистика.

## Журналист и политик (1866 – 1900)
Установявайки се в Милано, Монета започва да пише статии за ежедневника „Век“ (на италиански: Il Secolo). Една година по-късно двама негови приятели купуват вестника и му предлагат да стане главен редактор. На тази длъжност той остава 28 години. Под неговото ръководство „Век“ става водещ италиански вестник, чието мнение се тачи в интелектуалните кръгове. 
На страниците на „Век“ Монета изказва авторитетни съждения по въпросите на държавната и международната политика. Оставайки католик, той често печата антиклерикални статии, защото смята, че критикуването на Църквата помага за прогреса и обединението на Италия.
Симпатизирайки на армията, Монета се изказва за нейното съкращаване: според него националната гвардия излиза по-евтино на данъкоплатците и поддържа по-малко милитаризма. Като подкрепя с цялото си сърце идеите на национализма, той въпреки всичко предупреждава читателите си да не мразят прекалено Австрия, макар че е привърженик на сближаването с Франция.
Статиите на Монета от 70-те години отразяват растящият му интерес към проблемите на мира. През 1878 г. той взема участие в работата на Миланската мирна конференция, девет години по-късно е сред основателите на Ломбардския съюз за мир и арбитраж, на който предоставя цялата печалба от юбилейния брой, посветен на 20-годишнината на вестник „Век“. За да разпространява информация за движението за мир, Монета започва да издава през 1880 г. алманаха „Приятел на мира“ (на италиански: L'amico della расе). След пет години става италиански представител в Международното бюро за мир.
През 1896 г., приключвайки една от най-блестящите кариери в италианската журналистика, Монета напуска ръководството на „Век“, макар че продължава да сътрудничи на вестника. Две години по-късно основава „Международен живот“ (на италиански: La vita Internationale), завоювал висока репутация със статиите си по въпросите на мира и арбитража. Погледът върху френско-италианските отношения помага според всеобщото мнение да се създаде климат на доверие, направил през 1903 г. възможен договора за арбитраж между двете страни.
Тъй като Монета не вижда противоречията между борбата на народа за самоуправление и укрепването на международните отношения, изборът му за нобелов лауреат предизвиква в определени кръгове негативна реакция.

## Следващи години (1900 – 1918)
След 1900 г. той прекарва много време в Италия, където му правят няколко операции на очите, но това не спира развитието на глаукомата му. Почти сляп през последните години от живота си, Монета запазва активност в политиката и журналистиката. Той подкрепя анексирането на Либия от Италия през 1911 г. и включването на Италия в Първата световна война, защото е противник на агресивната политика на Германия и Австрия.
Като допълнение към многобройните си статии и памфлети Монета написва четиритомното изследване „Войни, въстания и мир през ХІХ в.“, издадено през 1903 – 1910 г.
Умира на 10 февруари 1918 г. в Милано от възпаление на белите дробове.

## Семейство
През 1874 г. Монета се жени за Ерсилия Кальо, която умира през 1899 г. Семейството има двама сина.